# Vente liée
 (janvier 2008).
La vente liée, également appelée vente subordonnée ou vente conjointe, consiste à proposer ou vendre plusieurs produits dans un même lot sans proposer ces produits séparément au même prix. Selon les législations, elle est généralement autorisée sous réserve qu'elle n'entrave pas la concurrence en créant des monopoles, ni ne représente une pratique commerciale agressive ou visant à tromper le client.

## Stratégie d'entreprise

### Création d'une offre plus intégrée
La vente liée peut permettre à l'entreprise de proposer une offre plus intégrée permettant potentiellement de réduire les coûts, sans avoir à supporter en plus les coûts des offres séparées.

### Réduction de la concurrence
La vente liée donne au vendeur un avantage compétitif sur ses concurrents qui ne serviraient pas l'ensemble des produits.
Ce mécanisme réduit la concurrence au niveau du lot, ainsi seules les entreprises capables de servir l'ensemble des produits peuvent être compétitives. Cela favorise donc les entreprises plus importantes et handicape les petits acteurs.
La vente liée peut ainsi aider l'entreprise :
- à récupérer les clients qui ont besoin du lot et qui étaient auparavant chez un concurrent qui ne le proposait pas entièrement ;
- à éliminer un concurrent du segment de marché constituant le lot s'il ne peut pas proposer l'ensemble des produits, ou corollaire, empêcher l'arrivée de nouveaux entrants ;
- à augmenter les prix grâce à la réduction de choix du client ;
- à augmenter son volume de ventes grâce à la concentration des acteurs ;
- indirectement, à effectuer des investissements qu'elle n'aurait pas pu réaliser sans ces revenus supplémentaires.

## Microéconomie
Du point de vue microéconomique, la vente liée peut :
- restreindre les choix des clients en cas de réduction de la concurrence ;
- créer de la valeur pour le consommateur en fusionnant les produits et services en un seul ;
- augmente l'offre en cas d'investissements supplémentaires rendus possibles à l'entreprise.

## Les restrictions légales à la vente liée
En droit français, les ventes liées ne sont pas interdites en soi car il est en principe possible de vendre plusieurs produits en simultané. Cependant, dans certaines situations, ce droit peut être restreint notamment en vue de protéger les individus contre l'abus des entreprises. C'est essentiellement le cas dans le cadre du droit de la consommation et du droit de la concurrence.

### En droit de la consommation
Le droit de la consommation intervient dès lors pour protéger le consommateur contre les abus des professionnels. Les consommateurs sont les personnes achetant des biens ou des services pour leurs besoins personnels (non professionnels) tandis que les professionnels sont les personnes fournissant les biens ou les services dans le cadre de leur activité professionnelle. Par exemple, ce droit s'appliquera à l'égard d'une personne achetant des produits dans une enseigne de grande distribution. 
En France, les ventes liées étaient autrefois interdites conformément à l'article L122-1 du Code de la consommation. Cela a évolué sous l'impulsion de la législation européenne. En effet, le 11 mai 2005 a été adoptée la directive 2005/29/CE sur les pratiques commerciales déloyales dont l'objectif était l'harmonisation de la législation des États membres concernant les pratiques autorisées et interdites aux entreprises dans le cadre du droit de la consommation. La France avait alors souhaité conserver sa législation, qu'elle considérait plus protectrice des consommateurs, mais la Cour de justice de l'Union européenne (CJUE) a rendu une décision le 23 avril 2009 dans laquelle elle jugeait la législation belge en la matière (qui ressemblait à la législation française) incompatible avec la directive obligeant la France à modifier sa législation. En effet, la directive prévoit une liste de 31 pratiques qui peuvent être interdites par les États membres mais la vente liée n'y figurant pas il n'était pas possible de l'interdire par principe. Or, le droit de l'Union européenne s'impose de même que son interprétation par la CJUE. La France a continué à résister en souhaitant conserver sa législation protectrice mais la Commission Européenne l'a mise demeure le 25 mai 2009 pour l'obliger à se mettre en conformité avec la directive en révisant son cadre juridique. Elle a fini par céder en adoptant la loi n° 2011-525 du 17 mai 2011 de simplification et d’amélioration de la qualité du droit. 

Désormais, les ventes liées ne sont plus interdites par principe. Elles sont interdites, sous réserve de correspondre à la définition d'une pratique commerciale déloyale. En effet, l'article L. 121-11 du Code de la consommation prévoit désormais que : 

« Est également interdit le fait de subordonner la vente d'un produit à l'achat d'une quantité imposée ou à l'achat concomitant d'un autre produit ou d'un autre service ainsi que de subordonner la prestation d'un service à celle d'un autre service ou à l'achat d'un produit dès lors que cette subordination constitue une pratique commerciale déloyale au sens de l'article L. 121-1.. »

Or, conformément à l'article L. 121-1 du Code de la consommation, est déloyale toute pratique "contraire aux exigences de la diligence professionnelle et qu'elle altère ou est susceptible d'altérer de manière substantielle le comportement économique du consommateur normalement informé et raisonnablement attentif et avisé, à l'égard d'un bien ou d'un service". Or, sont déloyales les pratiques commerciales trompeuses et agressives listées aux articles L121-2 et suivants du Code de la consommation. Par conséquent, la vente liée n'est donc plus, comme auparavant, systématiquement présumée illicite.  

Cependant, la vente liée reste toujours proscrite pour les établissements de crédit, de paiement, ou cités à l'article L. 518-1 du Code monétaire et financier, sauf quand les produits ou services sont achetables individuellement ou indissociables conformément à l'article L312-1-2 du Code monétaire et financier : 

« Est interdite la vente ou offre de vente de produits ou de prestations de services groupés sauf lorsque les produits ou prestations de services inclus dans l'offre groupée peuvent être achetés individuellement ou lorsqu'ils sont indissociables. »

### La restriction des ventes liées en droit de la concurrence
Le droit de la concurrence est l'ensemble des règles visant à garantir une concurrence libre et non faussée entre les entreprises. 
Les ventes liées sont prises en compte en matière de droit des pratiques anticoncurrentielles, qui vise à sanctionner les acteurs économiques auteurs de pratiques ayant pour objet ou pour effet d'entraver le libre jeu de la concurrence, par exemple en empêchant l'entrée ou le maintien d'un concurrent sur ce marché. Il existe deux sortes de pratiques anticoncurrentielles : les ententes et les abus de position dominante. Les ententes correspondent à des accords entre entreprises visant à harmoniser leurs pratiques commerciales pour restreindre la concurrence. Les ventes liées, constitutives d'une entente, sont interdites dès lors qu'elles conduisent à restreindre la concurrence,. Il pourrait par exemple s'agir de deux entreprises qui s'accordent pour vendre ensemble un produit de leurs gammes respectives en vue d'empêcher l'entrée d'un concurrent sur un marché. L'abus de position dominante correspond à l'adoption par une entreprise disposant d'un poids important sur un marché donné d'un comportement visant à restreindre la concurrence. La vente liée peut être constitutive d'un abus de position dominante dès lors qu'elles ont pour effet de restreindre la concurrence. L'entreprise Google a par exemple été condamnée à une amende record de plus de 4 milliards d'euros par la Commission Européenne à cause d'une pratique de vente liée de plusieurs applications. La pratique en cause consistait à obliger les fabricants d'équiments mobiles fonctionnant sous Android à installer une offre groupée d'applications (Gmail, Chrome, etc.) sur leur téléphone s'il souhaitait installer l'application Google Play sur leur appareil avant leur mise en vente. Or, la justice a considéré que l'application Google Play était tellement incontournable que cela impliquait une installation systématique de toutes ces applications sur les téléphones Android. Par conséquent, les concurrents souhaitant proposer des applications similaires (Client de messagerie, navigateur, etc.) subissaient étaient de fait relégués au second plan notamment car il a été considéré que la plupart des utilisateurs de téléphone allaient se contenter de l'application préinstallée par défaut et ne chercheraient pas d'alternative.
Les ventes liées sont également prises en compte en matière de contrôle des concentrations. En effet, les autorités de régulation, telle que l'Autorité de la concurrence vérifient que la concentration d'entreprises (fusion par exemple) en cause n'a pas pour effet de restreindre la concurrence. Les ventes liées font partie intégrante de ce contrôle des concentrations. L'autorité est en effet chargée de vérifier le risque de la possibilité de recourir aux ventes liées à la suite de la concentration d'acteurs économiques.

### AuxÉtats-Unis
Les ventes liées sont autorisées sauf si elles sont anti-concurrentielles. Dans les faits, elles sont réputées illégales si l'entreprise en tire une position dominante

## Exemple de vente liée et de vente non liée (en législation française)

### Matériel informatique et licences de logiciels
Aujourd'hui,[Quand ?] il est quasiment impossible d'acheter du matériel informatique sans payer pour des licences de logiciels.[réf. nécessaire] Sous la dénomination OEM (pour original equipement manufacturer), de nombreux logiciels sont ainsi imposés à l'achat de périphériques (exemple : logiciel de lecture de DVD avec un lecteur de DVD) ou d'ordinateur complet, particulièrement pour les ordinateurs portables.
L'Association francophone des utilisateurs de logiciels libres (AFUL) une campagne contre la vente simultanée d'ordinateur et de logiciels, intitulée « Non aux racketiciels ».

#### Exemple des ordinateurs personnels
En France, il est souvent difficile d'acheter un ordinateur sans système d'exploitation ou logiciels fournis. Or, d'après la loi sur la vente liée, cette pratique est illégale. D'après ses opposants, il devrait être possible pour le consommateur :
- d'acheter les licences seules, par exemple  sous la forme d'une enveloppe regroupant :
  - le contrat de licence,
  - le code d'activation des logiciels sous enveloppe scellée,
  - si besoin, un certificat d'authenticité,
  - de façon facultative, des supports d'installation. Dans le cas où ceux-ci ne sont pas fournis (il s'agit de biens), l'éditeur peut proposer de les commander de façon payante ou non, l'acheteur ayant de toute façon le droit de se créer une copie de sauvegarde puisque possédant une licence légale ;
- d'acheter le matériel seul. Aucun code d'activation n'étant fourni, les logiciels pré-installés sont inutilisables. Au besoin, le disque peut être chiffré à l'aide du code d'activation. Associé à une activation en ligne, cette méthode permet aux éditeurs de logiciels de tracer les personnes qui utiliseraient des versions pirates comme la loi le leur permet[réf. nécessaire] :
- d'acheter le matériel et les licences en même temps en payant la somme des deux prix. Le consommateur peut ainsi continuer de bénéficier de la facilité de mise en route offerte par la pré-installation.

Il ne s'agit que d'une méthode permettant de vendre séparément licence et matériel tout en gardant la facilité de mise en route offerte par la pré-installation. Il en existe d'autres comme de proposer tous les logiciels en version d'évaluation pour une durée limitée au bout de laquelle les logiciels cessent de fonctionner si l'on n'a pas acheté leur licence. Dans ce cas, le licencieur peut vendre des licences en ligne afin de permettre d'acheter les licences seules.
Le 23 juillet 2007, la société Acer a été condamnée à rembourser 311,85  € de licences de logiciels pré-installés sur un ordinateur vendu 599  € à un particulier :
- Windows XP édition familiale : 135,20  € + 49,90  € pour l'installation
- Microsoft Works : 60  €
- PowerDVD : 40,99  €
- Norton AntiVirus : 38,66  €
- NTI CD Maker : 37  €.

La société a aussi dû verser 500  € à titre de dommages et intérêts ainsi que 150  € pour les frais de justice. Le problème ici n'était pas celui de la vente liée, mais de l'interprétation de clauses contractuelles : ACER indiquait qu'il était possible de se faire rembourser les logiciels que l'on n'utilisait pas. Expressément, seul le système d'exploitation était visé – les autres logiciels ont dû être remboursés aussi car la justice a considéré qu'il y avait tromperie dans la communication autour du produit.
Le 13 février 2008, la société Asus est condamnée à rembourser Windows Vista Édition Familiale Premium à un utilisateur ayant acheté un ordinateur de la marque pour 740  €. La société estimait le prix de Windows Vista à 40 €, le plaignant à 129 €. D'après le jugement « il est admis que les logiciels représentent entre 10 et 15 % du prix d'un ensemble informatique ». La somme de 100 € a été choisie.
De plus, Asus a payé 100 € de dédommagement.
D'après la jurisprudence il est donc légal d'exiger le remboursement des logiciels fournis si on ne les utilise pas.

#### Remise en cause de ces pratiques
Lors de la séance du 26 novembre 2007 à l'Assemblée nationale dont l'ordre du jour était le projet de loi pour le développement de la concurrence au service des consommateurs, la députée Martine Billard demande à Luc Chatel, secrétaire d'État chargé de la Consommation et du Tourisme : « Quand le consommateur pourra-t-il enfin acheter des ordinateurs non équipés sans avoir à passer par les magasins spécialisés ou Internet ? ». Luc Chatel répond :

« Le gouvernement a confié à la DGCCRF une mission d’expertise, qui est suspendue mais reprendra lorsque seront connus les résultats de l’action intentée par une association de consommateurs – soit au début de l’année prochaine. Nous verrons alors si la jurisprudence évolue. »

Le 12 juin 2008, toujours à l'Assemblée, dans le cadre de la Loi de modernisation de l'économie de 2008, un amendement proposait d'afficher les prix des différents produits d'une même offre, Luc Chatel donne alors un discours totalement différent :

« l’article L. 122-1 du code de la consommation prohibe la vente liée de deux produits ou services dès lors qu’il n’est pas possible de les acquérir séparément sur le même lieu de vente. La jurisprudence a parallèlement validé la pratique de la vente liée d’un ordinateur et d’un système d’exploitation préinstallé, considérant que disposer d’un appareil prêt à l’emploi était un avantage pour le consommateur. Il n’est donc pas utile de modifier cet article du code. »

La revue de presse du groupe de travail Racketiciel rend compte de la difficulté pour le consommateur de pouvoir choisir son système d'exploitation à l'achat d'un ordinateur.

#### Nouvelle actions
Un autre action est celle de l'UFC-Que Choisir qui a assigné en justice en décembre 2007 le fabricant d'ordinateurs Hewlett Packard ainsi que deux distributeurs : Auchan Bagnolet et Darty Les Halles à Paris à la suite d'entretiens avec la DGCCRF, faisant le constat que l'article 122-1 est rarement exploité. Le jugement a été rendu le 24 juin 2008 par le TGI de Paris, Darty a été condamné à « indiquer le prix des logiciels d'exploitation et d'utilisation préinstallés sur les ordinateurs qu'elle expose à la vente dans son réseau de magasins ». L'association souhaitait que Darty soit obligé de vendre des ordinateurs nus, mais le tribunal a tranché, « dans l'intérêt du consommateur » à la suite d'une étude d'experts en informatique présentée par Darty expliquant que l'installation de Linux prenait 3 heures, contre 40 minutes selon l'UFC. L'UFC a donc décidé de faire appel de cette décision.
Nouveau revirement de Luc Chatel, qui affirme le 3 juillet 2008  « [qu'il] souhaite que, sur le montant des ordinateurs, on précise le prix des logiciels préinstallés, afin que les consommateurs aient le choix et puissent se faire rembourser ».

#### Nouvelles propositions
Ce même jour avait lieu une réunion à la DGCCRF réunissant des fabricants (HP, Dell, Acer...), distributeurs (Darty, Fnac, Leclerc, Auchan, Surcouf...), des associations de consommateurs (UFC-Que Choisir, CLCV, AFOC et Adeic) et de promotion des logiciels libres (April et Aful). Microsoft et Apple acteurs majeurs et essentiels du secteur n'étaient pourtant pas présents. Après 3 heures de discussion, la DGCCRF a fait deux propositions : que les procédures de remboursement de logiciels pré-installés soient facilitées, sans avoir à passer par les tribunaux et que soit mis en place l'optionnalité des logiciels pré-installés : si le client choisit d'acheter les logiciels un code d'activation lui sera remis en magasin. La deuxième solution a déjà été approuvée par Luc Chatel qui « veut la fin de la vente liée » et « souhaite que les consommateurs aient le choix d’acheter un ordinateur sans système d’exploitation préinstallé » ; « l’idée, précise-t-il, ce serait que l’on mette en place un dispositif où le système d’exploitation, éventuellement installé d’origine, puisse être activé par un simple code remis en magasin », et ceci « dès septembre ». Face aux réticences des fabricants, la DGCCRG a affirmé que s'ils ne respectaient pas cela, ils n'avaient que deux issues : laisser les tribunaux trancher (et d'après la jurisprudence, contre la vente liée) ou attendre que des mesures leur soient imposées par voie législative ou règlementaire.
Face à l'attentisme des constructeurs et des distributeurs, certains particuliers font part publiquement mais sous couvert d'anonymat de leurs attentes en matière d'achat d'ordinateurs sans système d'exploitation, ou de procédures facilitées de remboursement de ces mêmes systèmes d'exploitation.
En réponse à cette situation, le groupe de travail Racketiciel propose une liste de vendeurs informatique pratiquant ou non la vente liée ainsi qu'une autre liste recensant des constructeurs.

### Vente liée téléphone portable / abonnement de téléphonie mobile
Pourquoi tous les opérateurs de téléphonie mobile proposent des abonnements sans engagement de durée à moins d'un euro par mois en Finlande, un pays où le coût de la vie est en moyenne 30 % plus élevé qu'en France ?
À défaut d'interdire explicitement la vente liée d'un bien et d'un service, la Finlande interdit explicitement d'offrir tout produit lié à la téléphonie mobile pour l'achat d'un abonnement. Les consommateurs achètent leur téléphone pour un prix équivalent au plein tarif français (alors que les prix sont normalement 30 % plus élevés). Les téléphones « bloqués » sont bien sûr inconnus puisque le blocage consiste à lier le téléphone à l'abonnement. Les fabricants étant en prise directe avec les consommateurs, la concurrence les pousse à proposer des produits répondant à tous les segments du marché.
De leur côté, les opérateurs proposent des tarifs calculés au plus juste. Les consommateurs n'ayant aucun intérêt à s'engager pour une longue période, la quasi-totalité des offres ont un préavis d'un mois. On peut ainsi trouver les offres suivantes depuis au moins mi-2004. En 2006, 9 opérateurs sur 12 proposent l'offre suivante (avec des frais d'ouverture allant de 0 à 3  €) :
- abonnement 0,69  €/mois ;
- 0,069  €/min (soit 4  €/h, décompté à la seconde), vers tous les opérateurs ;
- 0,069  €/SMS ;
- pas d'engagement de durée.

Cette formule n'est intéressante que pour une consommation strictement inférieure à une heure par mois. Pour un prix plus élevé de l'abonnement, le prix de la minute de communication et des SMS descend jusqu'à 0,02  €. On trouve également des forfaits, par exemple 500 minutes (8h20) pour 19,99  €/mois (toujours sans engagement de durée). Certains opérateurs proposent également de changer gratuitement pour un autre type d'abonnement à n'importe quel moment.

#### Avantages et inconvénients
- Le consommateur ayant à acheter son téléphone sans réduction, le coût de mise en service est plus élevé. Le prix réel d'un téléphone « à 1  € » étant généralement d'environ 75  €, un tel achat est cependant amorti au bout d'environ 3 mois.
- Les consommateurs sont moins incités à changer de téléphone, provoquant ainsi une adoption plus lente et plus libre de nouvelles technologies telles que la 3G. Cela limite aussi le gaspillage et le volume de déchets technologiques produit.
- Une réelle concurrence se crée au niveau des téléphones en eux-mêmes : puisque le consommateur a financièrement conscience d'avoir à payer le produit, il accorde donc de l'importance à la fois au prix qu'il doit payer et à ce qu'il a en retour.

### Vente liée droit de reproduction / support (CD, DVD, livres, etc.)
Comment se fait-il que les plateformes de téléchargement légales proposent des prix presque aussi élevés que pour l'achat d'un support ?
Liée pour des raisons historiques, la vente du droit de reproduction et du support n'a plus de raison d'être depuis que le consommateur à la possibilité de créer son propre support. S'il est normal qu'on ne puisse acheter le support (bien) sans posséder le droit de reproduction (service), on peut quand même imaginer un système de vente non-liée :
1. acheter le droit seul : le vendeur (magasin ou site de vente en ligne) fournit une facture comportant le nom de l'œuvre concernée ainsi qu'un numéro unique tiré au hasard. Le numéro est entré dans la base de données du gestionnaire des droits. Un magasin peut acheter des numéros à l'avance et les associer à des œuvres dans la base de données toutes les semaines ou tous les mois.
2. acheter le support seul : en se rendant dans un magasin muni de sa preuve d'achat, le vendeur vérifie dans la base de données du gestionnaire des droits à l'aide du numéro unique fourni en 1) que l'on possède bien le droit de copie. Dans la base de données, le vendeur associe un CD (ou DVD) au numéro unique. On peut acheter un nouveau CD pour remplacer un CD abîmé en rapportant ce dernier. Le vendeur vérifie à l'aide du numéro unique qu'il nous faut rapporter un CD car on possède déjà un support.
3. acheter en même temps le droit et le support comme on peut le faire actuellement, en payant la somme des deux prix.

Ce système permet d'acheter anonymement et de continuer à offrir des CD (accompagné du droit de copie). On peut également imaginer la mise en place de réseaux de pair à pair vérifiant auprès du gestionnaire des droits que la personne demandant un téléchargement possède bien le droit de copie.
On peut penser au vu des exemples précédents que les prix actuels sont plus élevés que de raison. Le coût de fabrication d'un CD, pochette comprise, est compris entre 1 et 2 €. En prenant en compte la marge des distributeurs, le prix du support (2°) devrait s'approcher de 5 ou 6 €. Avec le prix actuel des disques, cela laisse plus d'une dizaine d'euros pour le droit de copie alors que la plupart des auteurs ne touchent quasiment rien sur la vente des CD.

#### Relation avec le projet de loi DADVSI
Le projet de loi DADVSI propose au contraire de lier plus étroitement le droit de reproduction au support – support physique, par exemple un CD aussi bien que le support logique, c'est-à-dire le format de fichier. Ceci permettrait aux « maisons de disques » de prendre plus efficacement le contrôle des monopoles octroyés par l'État aux auteurs. Il se peut que, comme pour les autres exemples, ceci se fasse aux dépens des consommateurs mais également des auteurs.